# وول، دورست
وول (به انگلیسی: Wool) یک روستا و محله مدنی در بریتانیا است که در Purbeck واقع شده‌است. وول ۵٬۳۱۰ نفر جمعیت دارد.
در نزدیکی وول، در شرق دهکده، ویرانه‌های صومعه بیندون وجود دارد که در انحلال صومعه‌ها در سال 1539 تخریب شد و از سنگ برای ساختن قلعه‌ها در پورتلند، لولوورث و ساندزفوت استفاده شد.
طبق اطلاعات محلی، تنها یک ساختمان در طول جنگ ویران شد - در 3 مه 1941. این ساختمان یک خانه ییلاقی کوچک به نام "Two Birches" بود که در Bailey's Drove قرار داشت. خانه بعداً بازسازی شد.